# Tuvai Népköztársaság
A Tuvai Népköztársaság történelmi ázsiai állam 1921 és 1944 között. A Szovjetunió befolyása alatt állt. Fővárosa Kizil volt, lakosságát tuvaiak alkották. Fennállása alatt csak Mongólia és a Szovjetunió ismerte el függetlenségét, habár a más országokban kiadott térképeken mindig feltüntették az országot. 1944. október 11-én a Szovjetunió annektálta a Tuvai Népköztársaságot, az ország vezetésének a kérésére.

## Történelme
Tuva területe a középkor óta Mongóliához tartozott, amely később a Csing-dinasztia egyik vazallusa volt. Az 1911-es kínai forradalom után rövid időre függetlenedett Urianhai Köztársaság néven, de 1914-ben már az Orosz Birodalom protektorátusa, majd szerves része lett. A forradalmak alatt Tuva  felváltva a kínaiak, illetve az oroszországi polgárháborúban egymással harcoló fehérek vagy vörösök megszállása alatt állt. A folyamatos hadakozás alatt a tuvaiak együttműködtek a vörösökkel, 1921. augusztus 14-én pedig kikiáltották a névleg független, a valóságban azonban a Vörös Hadsereg irányítása alatt álló Tuvai Népköztársaságot.
Az ország elnevezése 1926-ig Tannu Tuva volt, amelyben a Tannu tag a Tannu-Ola hegyekre, míg a Tuva az ott élő nép nevére utal. 1922–26 között az ország fővárosát Hem-Beldirnek nevezték, csak ezután kapta meg a mai nevét, Kizilt. 1926-ban a Szovjetunió és a Mongol Népköztársaság szerződésben ismerte el Tuva függetlenségét. 1929-ben puccsot követtek el, melynek célja, az 1924 óta hatalmon lévő Donduk Kuular miniszterelnök eltávolítása volt. Kuular eredetileg buddhista láma volt, de az ország függetlenedése után politikai pályára lépett. Mikor kinevezték miniszterelnökké, eltökélt szándéka volt a szovjet befolyás csökkentése, amelyet az orosz propaganda korlátozása és a buddhizmus államvallássá tételével akarta elérni. A szovjetbarát politikusok egy csoportja 1929. januárjában letartóztatta Kuulart, majd 1932-ben, koholt vádak alapján kivégezték. 1930-ban a most már Sztálinhoz hű tuvai kormány elfogadta a kollektivizációt és az államvallás betiltását. A buddhizmus mellett a sámánizmust is üldözték. Míg 1929-ben 25 buddhista kolostor működött és nagyjából 4000 láma és sámán élt az országban, addig 1931-ben már csak 1 kolostor, 15 láma és 725 sámán maradt életben. Az új miniszterelnök, Szalcsak Toka a Tuvai Forradalmi Néppárt elnöke is lett, 1973-as haláláig vezette az országot, még a Szovjetunióban is.
Tuva 1941. június 22-én vagy 25-én lépett be a háborúba a Szovjetunió oldalán. Habár Tuva távol feküdt a keleti fronttól, egy önkéntes csapatot mégis nyugatra vezényeltek a Vörös Hadsereg megsegítésére. Közvetlenül Tuva több ezer igáslovat, sílécet, ruhaneműket és nyersbőrt küldött a németek ellen harcolóknak.
1944. október 11-én a tuvai parlament kérésére az országot beolvasztották a Szovjetunióba, Tuvai autonóm terület néven, amelyet november 1-én ratifikáltak. Szalcsak Toka ekkor a miniszterelnöki cím helyére felvette a Tuvai Kommunista Párt főtitkára címet. 1961-ben Tuva autonóm szovjet szocialista köztársasággá, majd  1992-ben köztársasággá vált Oroszországon belül.

## Népesség
|                 | 1918   | 1931   | 1944    | 1958    |
| --------------- | ------ | ------ | ------- | ------- |
| Tuvaiak         | 48 000 | 64 900 | 81 100  | 98 000  |
| Oroszok         | 12 000 | 17 300 | 14 300a | 73 900  |
| Teljes népesség | 60 000 | 82 200 | 95 400  | 171 900 |

a. Az oroszok egy része ekkor a Vörös Hadseregben szolgált, ezért nincsenek feltüntetve a népszámlálásban